# María de Rojas y Garay
María Rojas de Garay es uno de los probables nombres de la poetisa peruana conocida como Amarilis.

## Primeros años
María de Rojas y Garay nació en la ciudad de León de Huánuco, Perú. Su padre fue el criollo huanuqueño Diego de Rojas y Pinelo, y su madre la criolla Beatriz de Garay y Salcedo, quienes contrajeron matrimonio en Lima, donde la madre tenía fija su residencia. A fines de 1593, el matrimonio se traslada a Huánuco. Allí, probablemente los últimos meses de 1594 o los primeros meses del año siguiente, nace Amarilis Indiana. El hogar de los Rojas-Garay gozaba de una buena posición económica, pues contaba con propiedades rurales en distintos puntos del país, esclavos, indios, así como bienes inmuebles en Lima y Huánuco. Además se respiraba un ambiente pulcro y culto, sobre todo por parte de la madre que era una mujer de elevado espíritu, a la que se atribuía inclinaciones intelectuales para la época ya que contaba con una nutrida biblioteca particular.
En 1599, con toda seguridad ya nacida la hermana menor de nombre Luisa (la velisa de la epístola) la familia retorna a Lima y se instala en una casa aledaña al famoso  de Corral de Comedias. Es más que probable que la futura poeta se familiariza con la obra del Fénix de los Ingenios. En 1602, el padre debe retornar una vez a Huánuco, a raíz de haber sido designado alcalde de dicha ciudad, donde permanecerá hasta 1604, año en que nuevamente estará en Lima.

## Formación literaria
A fines de 1608, las dos hermanas todavía en la edad pueril (14 y 12 años aproximadamente), pasaron por el trance de perder a su señora madre. Ante tal infortunio, don Diego se ve en la penosa situación de poner a la menor, Luisa como “dama de piso” en el monasterio de la Encarnación el 1 de junio de 1609, al año siguiente, el 15 de noviembre, hizo lo mismo con María. Tal como se acostumbraba en la época, les aseguraba su educación a la par que un piadoso consuelo de la tragedia familiar. La mayoría de las hijas de las familias ricas habían sido educadas allí. Fueron sus maestros los licenciados Diego Méndez y Juan Rodríguez de León. El primero fue Cosmógrafo Mayor del virreinato y prestigioso hombre de letras, posible autor de la Coreografía del Perú (1608). El segundo era hermano del sabio Antonio de León Pinelo.
Cabe también la posibilidad de que María de Rojas y Garay haya conocido al prior del cercano Convento de Nuestra Señora del Rosario, el místico poeta fray Diego de Hojeda, que desempeñó dicho cargo precisamente entre marzo de 1610 y noviembre de 1611, en reemplazo de fray Nicolás de Agüero, gran amigo suyo y primo en segundo grado de la joven. Por esa época vivía en dicho convento fray Miguel de Acuña y Pinelo, su tío segundo. Es pertinente aseverar que nuestra poetisa pulió su educación y cultura en el monasterio de la Encarnación y es muy probable que, a sus diecisiete años, ya haya mostrado más que aceptables aptitudes literarias.
En 1612 fallece su padre en Huánuco a fines del mes de junio. Antes de que quedaran en estado de orfandad, el tío Luis de Rojas, primogénito y heredero principal del abuelo Diego de Rojas, fue designado testamentariamente como tutor y curador de las huérfanas. Ellas abandonaron el monasterio posiblemente el 13 de julio de 1612 y fueron acogidas temporalmente en el hogar del doctor Leandro de Larrinaga Salazar (tío político de Luis de Rojas e hijo y hermano de alcaldes limeños). Al poco tiempo retornan a Huánuco, es muy probable que ambas hijas llegaran a vivir en la casa de su tío y tutor.

## Matrimonio
María de Rojas y Garay nació en la ciudad de León de Huánuco, Perú. Su padre fue el criollo huanuqueño Diego de Rojas y Pinelo, y su madre la criolla Beatriz de Garay y Salcedo, quienes contrajeron matrimonio en Lima, donde la madre tenía fija su residencia. A fines de 1593, el matrimonio se traslada a Huánuco. Allí, probablemente los últimos meses de 1594 o los primeros meses del año siguiente, nace Amarilis Indiana. El hogar de los Rojas-Garay gozaba de una buena posición económica, pues contaba con propiedades rurales en distintos puntos del país, esclavos, indios, así como bienes inmuebles en Lima y Huánuco. Además se respiraba un ambiente pulcro y culto, sobre todo por parte de la madre que era una mujer de elevado espíritu, a la que se atribuía inclinaciones intelectuales para la época ya que contaba con una nutrida biblioteca particular.
En 1599, con toda seguridad ya nacida la hermana menor de nombre Luisa (la velisa de la epístola) la familia retorna a Lima y se instala en una casa aledaña al famoso de Corral de Comedias. Es más que probable que la futura poeta se familiariza con la obra del Fénix de los Ingenios. En 1602, el padre debe retornar una vez a Huánuco, a raíz de haber sido designado alcalde de dicha ciudad, donde permanecerá hasta 1604, año en que nuevamente estará en Lima.

## Estilo
En cuanto a sus obras lo único que nos ha llegado de esta autora es su Epístola a Belardo, carta dirigida a Lope de vega (Belardo), en la que proporciona algunos datos autobiográficos, le declara al bardo español su admiración y su amor platónico y le ruega que escriba la vida de Santa Dorotea. Está escrita en silvas (estrofas formadas por una serie de versos de 7 y 11 sílabas). Sus 335 versos están distribuidos en 18 estrofas de 18 versos cada una, más una final que consta de 11 versos.
- Datos: Q6004840